# Nordsjö vattentorn

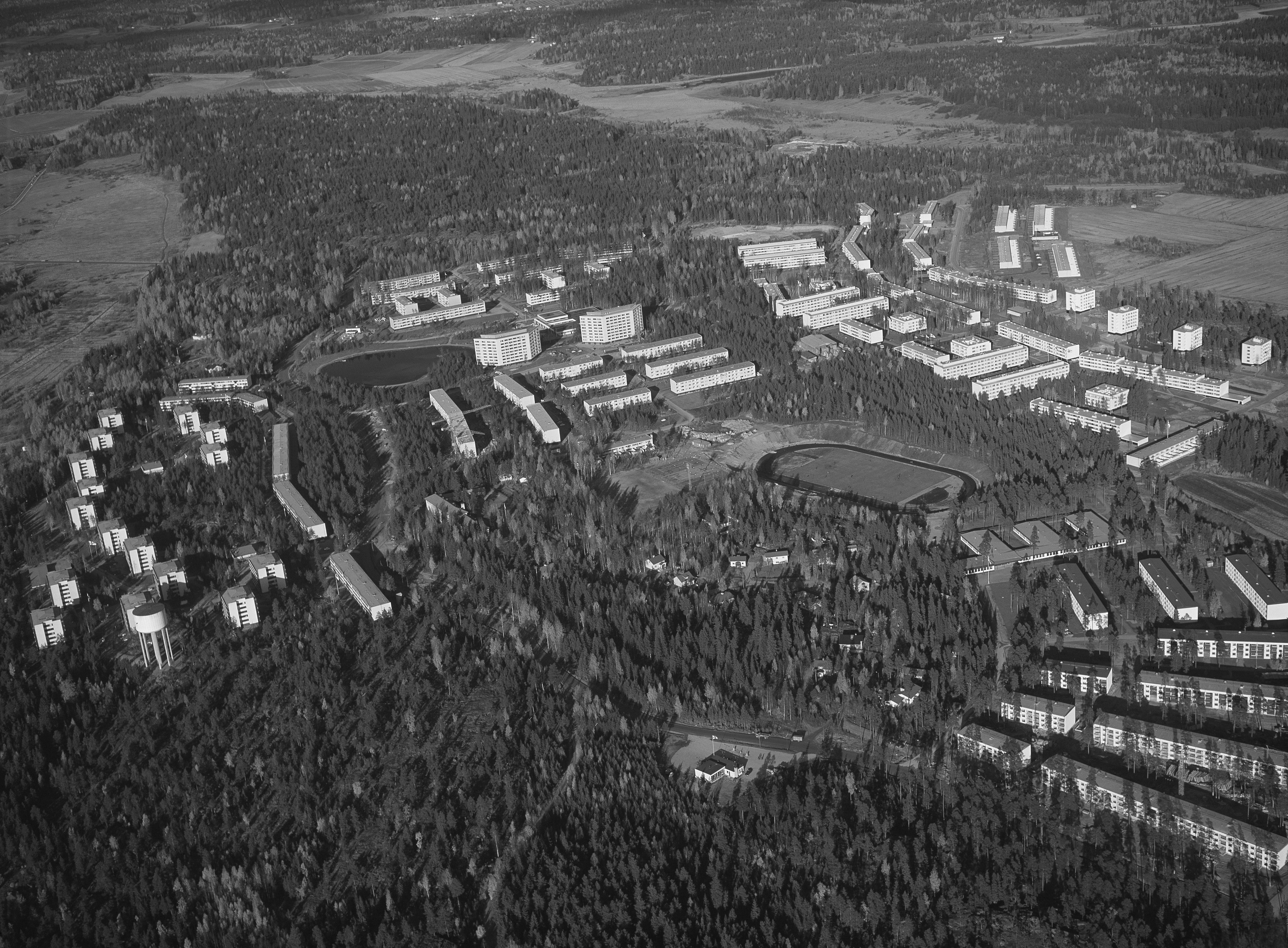
Flygfoto av Nordsjö, 1968. I mitten Gjutängsplanens idrottsanläggning, till vänster dammen Kangaslampi, nere till vänster Nordsjö vattentorn.

Nordsjö vattentorn var ett vattentorn i Nordsjö i östra Helsingfors. Anläggningen var i bruk fram till 1985. Tornet nådde 34 meters höjd och hade volymen 1500 kubikmeter, och fungerade utöver vattenförsöjning även som ett landmärke. Sedan 1985 var tornet ur funktion  och revs i september 2005.  Numer finns det två hyreshus på platsen. Nära tomten ligger lokaltidningen Vuosaaris redaktion.

## Historia
Vuosaari vattentorn byggdes 1962–1964 på den högsta klippan i centrala Vuosaari. Tornets höjd var 34 meter och volymen 1 500 kubikmeter. Vattentornet togs ur bruk 1985, då Nordsjös vattennät anslöts till Kvarnbäckens vattentorns tryckkrets.
Tornets vattenbehållare stod tom sedan 1985 och avvecklades officiellt i början av 1990-talet. Förslag att bygga om torner till klättringscenter och olika typer av bostadshus förekom under åren. År 2002 föreslogs dock att rivning i samband med idéer kring boende. Till slut fattades ett beslut om rivning och att bygga två bostadshus i fem våningar på platsen.
Rivningsarbetet pågick i ungefär en månad från slutet av september 2005. Byggandet av hyreshus på tomten inleddes sommaren 2006.